# Malemort-du-Comtat
Malemort-du-Comtat är en kommun i departementet Vaucluse i regionen Provence-Alpes-Côte d'Azur i sydöstra Frankrike. Kommunen ligger i kantonen Mormoiron som tillhör arrondissementet Carpentras. År 2022 hade Malemort-du-Comtat 1 952 invånare.

## Befolkningsutveckling
Antalet invånare i kommunen Malemort-du-Comtat
| Referens: INSEE |